# Partiet för Norbergs framtid
Partiet för Norbergs Framtid (PNF) är ett lokalt politiskt parti i Norbergs kommun, som bildades i februari 2014, inför valet till kommunfullmäktige 2014. 
I kommunalvalet 2014 fick partiet 7,81 procent av rösterna och erhöll därmed två mandat i kommunfullmäktige.
I kommunalvalet 2018 minskade rösterna till 6,04 procent, men partiet behöll sina 2 mandat.

## Valresultat
| År   | Röster | %    | Mandat  |
| ---- | ------ | ---- | ------- |
| 2014 | 292    | 7,81 | 2 av 31 |
| 2018 | 225    | 6,04 | 2 av 31 |
| 2022 | 218    | 6,42 | 2 av 31 |